# Njalakjaure
Njalakjaure är en sjö i Arjeplogs kommun i Lappland och ingår i Skellefteälvens huvudavrinningsområde. Sjön har en area på 0,334 kvadratkilometer och ligger 849,1 meter över havet. Vid provfiske har röding fångats i sjön.

## Delavrinningsområde
Njalakjaure ingår i det delavrinningsområde (741365-153513) som SMHI kallar för Utloppet av Njalakjaure. Medelhöjden är 958 meter över havet och ytan är 6,72 kvadratkilometer. Det finns inga avrinningsområden uppströms utan avrinningsområdet är högsta punkten. Vattendraget som avvattnar avrinningsområdet har biflödesordning 3, vilket innebär att vattnet flödar genom totalt 3 vattendrag innan det når havet efter 378 kilometer. Avrinningsområdet består mestadels av kalfjäll (95 procent). Avrinningsområdet har 0,34 kvadratkilometer vattenytor vilket ger det en sjöprocent på 5 procent.